# Уорренсберг (Миссури)
Уорренсберг (англ.  Warrensburg ) — город и административный центр округа Джонсон в штате Миссури США.

## Описание
Административный центр округа Джонсон с 1836 года. Находится в западно-центральном Миссури. Расположен в 50 милях (80 км) к юго-востоку от Канзас-Сити. Названный в честь Мартина Уоррена, американского солдата и кузнеца, который поселился в этом районе в 1833 году, город развивался как центр сельскохозяйственной торговли. Приход Миссурийской тихоокеанской железной дороги (1864 г.) стимулировал его рост, были построены мукомольные и шерстяные мельницы, элеваторы и пивоварня. В конце XIX века Уорренсберг был известен своими минеральными источниками; также работали карьеры по добыче песчаника и угольные шахты. В настоящее время его экономика диверсифицирована, с сельским хозяйством (пшеница, соя, кукуруза).

## Население
| 2010   | 2020    |
| ------ | ------- |
| 18 838 | ↗19 337 |